# Lophosquilla tiwarii
Lophosquilla tiwarii is een bidsprinkhaankreeftensoort uit de familie van de Squillidae. De wetenschappelijke naam van de soort is voor het eerst geldig gepubliceerd in 1974 door Blumstein.